# Magdalenenfest

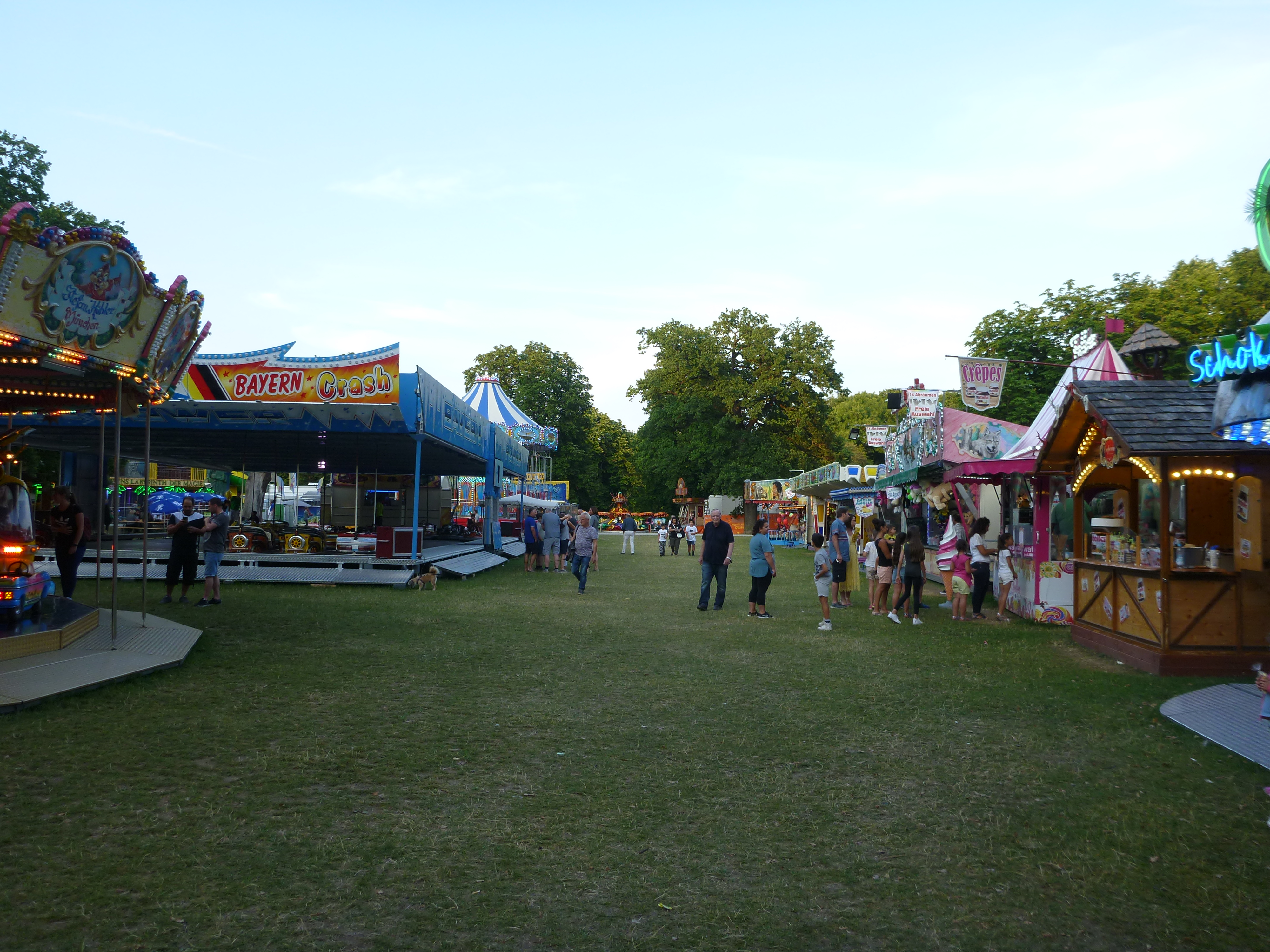
Magdalenenfest

Magdalenenfest är en årlig fest och marknad i München som äger rum i juli månad i parken Hirschgarten.
Festen är namngiven efter den bibliska Maria Magdalena. Magdalenenfest firades enligt traditionen första gången 1728, året då ett hjorthägn upprättades i slottsparken Nymphenburg. 1790 öppnades parken för allmänheten. Fram till 1930 firades Magdalenenfest vid slottet, varefter den flyttades till Romanplatz. Sedan 1958 äger festligheterna, som sträcker sig över en veckas tid, rum i parken Hirschgarten.